# (32744) 1979 MR5
1979 MR5 (asteroide 32744) é um asteroide da cintura principal. Possui uma excentricidade de 0.13662240 e uma inclinação de 1.94662º.
Este asteroide foi descoberto no dia 25 de junho de 1979 por Eleanor F. Helin e Schelte J. Bus em Siding Spring.